# 나인볼
나인볼(Nine Ball)은 당구의 종목 중 하나로, 9개의 공을 순서대로 포켓하는 경기이다.

## 규칙

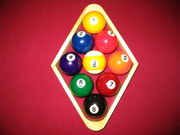

먼저 오른쪽 사진처럼 9개의 목적구를 마름모꼴로 배치시킨다. 1번 목적구를 수구와 가장 가까운 위치(풋 스팟)에 배치하고 9번 목적구는 가운데에 배치한다. 다른 목적구는 순서 관계 없이 배치할 수 있다.
샷 순서
샷을 할 때는 남아 있는 목적구 중 숫자가 가장 낮은 것을 맞혀야 한다. 그리고 이때 1개 이상의 목적구가 포켓되면 상대에게 차례가 넘어가지 않고 한 번 더 샷을 할 수 있는 기회가 생긴다. 그렇지 않고 다른 목적구에 샷을 하면 파울이 되고 1개 이상의 목적구가 포켓되더라도 상대에게 차례가 넘어간다. 그리고, 9번 목적구를 제외한 모든 목적구는 파울로 인해 포켓되었더라도 다시 스팟하지 않는다.
브레이크 샷 (초구)
브레이크 샷은 1번 목적구를 맞혀서 반드시 4개 이상의 목적구가 레일을 때려야 하고 그렇지 못하면 파울이 된다. 단, 하나 이상의 공이 포켓된 경우 레일을 때린 목적구가 4개가 되지 못한다 하더라도 합당한 샷으로 처리된다. 간혹 공이 밖으로 튀어나가는 경우도 있는데 이 경우 파울이 되고 튀어 나간 목적구는 포켓으로 처리된다. (9번 목적구는 제외)
노 레일
수구가 목적구를 때린 후 그 어떤 공도 레일을 때리지 못한 경우이다. 이 경우 파울로 처리된다. 단, 하나 이상의 목적구가 포켓된 경우는 그렇지 않다.
9번 목적구
9번 목적구가 포켓되는 경우, 정당한 샷에 의해 포켓되었다면 그 즉시 게임이 종료되고 포켓한 사람이 승리한다. 그러나 파울 샷에 의해 포켓된 경우는 다시 스팟하고 게임을 계속 진행한다.